# Витовље
Витовље је насељено место у Босни и Херцеговини, у општини Травник. Административно припада Федерацији Босне и Херцеговине, односно њеном Средњобосанском кантону. Према попису становништва из 2013. у насељу је било 576 становника, а већинску популацију чинили су Бошњаци.

## Становништво
По последњем попису становништва из 2013. године у овом насељу живело је 576 становника, а село је било етнички хомогено са већинском бошњачком популацијом. Пре рата Срби су чинили готово половину сеоске популације.
| Националност       | 2013.        | 1991.        | 1981.        | 1971.        |
| Бошњаци            | 509 (88,39%) | 356 (50,28%) | 313 (39,42%) | 333 (38,23%) |
| Срби               | 37 (6,42%)   | 315 (44,49%) | 407 (51,26%) | 478 (54,88%) |
| Хрвати             | 8 (1,07%)    | 27 (3,81%)   | 38 (4,78%)   | 58 (6,66%)   |
| Југословени        | —            | 5 (0,71%)    | 27 (3,40%)   | 2 (0,23%)    |
| Црногорци          | 0            | 0            | 7 (0,88%)    | 0            |
| остали и непознато | 22 (3,82%)   | 5 (0,71%)    | 2 (0,25%)    | 0            |
| Укупно             | 576          | 708          | 794          | 871          |